# Cristina Dorcioman
Cristina Dorcioman (* 7. August 1974 in Câmpulung) ist eine rumänische Fußballschiedsrichterin.

## Karriere
Im Ligabetrieb der Männer leitet Dorcioman zumeist Spiele der Liga II, kam in der Saison 2007/08 jedoch auch in der Liga 1 zum Einsatz. Im Frauenbereich wird sie unter anderem regelmäßig in der UEFA Women’s Champions League eingesetzt.
Auf internationaler Ebene leitete Dorcioman 2008 sowohl Partien der U-19-Europameisterschaft, als auch der U-17-Weltmeisterschaft. Weitere Erfahrung bei  internationalen Turnieren sammelte sie während der Fußball-Europameisterschaft der Frauen 2009 und der U-20-Fußball-Weltmeisterschaft der Frauen 2010. An der Fußball-Europameisterschaft der Frauen 2013 nahm Dorcioman ebenfalls teil und leitete dort neben zwei Vorrundenspielen auch das Finale zwischen Deutschland und Norwegen.